# David Canary
David Hoyt Canary (ur. 25 sierpnia 1938 w Elwood w stanie Indiana, zm. 16 listopada 2015 w Wilton w stanie Connecticut) – amerykański aktor teatralny, telewizyjny i filmowy, który w 1983 dołączył do obsady opery mydlanej ABC Wszystkie moje dzieci (All My Children), zdobywając pięć nagród Emmy za podwójną rolę jako Adam Chandler i jego nieśmiały brat bliźniak, Stuart.

## Życiorys

### Wczesne lata
Urodził się w Elwood w Indianie jako drugi z trzech synów Loreny i Hilary’ego Canary. Jego starszy brat H. Glenn Canary (1934-2008) był pisarzem, a młodszy John Canary wystąpił jako dr Allen Voight w operze mydlanej ABC Wszystkie moje dzieci (All My Children, 1985-86). Bracia Canary są prabratankami legendarnego rewolwerowca dzikiego zachodu Marthy Jane Canary’ego, znanego jako Calamity Jane. Dorastał w Massillon w Ohio, niedaleko Football Hall of Fame w Canton.
Uczęszczał do Washington High School w Massillon (Ohio), gdzie grał w piłkę nożną. Otrzymał stypendium piłkarski Uniwersytetu Cincinnati, gdzie kształcił się na śpiewaka i został członkiem środowiska Sigma Chi (ΣΧ). Od czasu skończenia studiów, Davidowi Canary proponowano wejść w ostatnią pozycję z Denver Broncos, ale Canary postawił ostatecznie na aktorstwo i śpiewanie. Trzy dni po ukończeniu studiów, wyjechał do Nowego Jorku i dołączył do zespołu rewiowego na Broadwayu.

### Kariera
Debiutował na scenie off-Broadwayu w Kittywake Island, a na Broadwayu w Wielkim dniu rano. Pojawił się również w Fantasticks Ojcu, Hi, Paisano, Najszczęśliwszej dziewczynie na świecie, Nocy niedźwiedzia, Cobbie, Makbecie w Actors Theatre w Louisville (Kansas), Operze żebraczej w Guthrie Theatre w Minneapolis oraz The SeaGull w Pittsburgh Public Theatre.
Po raz pierwszy trafił na szklany ekran jako dr Russ Gehring w operze mydlanej ABC Peyton Place (1965-66). Po występie w serialu CBS Gunsmoke (1967), dołączył do obsady 9. sezonu serialu NBC Bonanza (1967–70 i 1972–73) jako kowboj „Cukierek” Canaday, brygadzista rancha i kapitan statku. Jego bohater zniknął we wrześniu 1970, wrócił dwa lata później, odtworzył postać Canadaya w 91. odcinkach.
Występował w teatrach: Theatre of Louisville w Louisville w Kentucky (1972-73), Meadow Brook Theatre w Rochester (Minnesota) (1976–1977) i The Guthrie Theatre w Minneapolis (1978-79). Grał m.in. w sztukach: Tramwaj zwany pożądaniem (A Streetcar Named Desire) Tennessee Williamsa w Syracuse Stage w Syracuse (Nowy Jork) (1977), Otello Szekspira w Hartman Theatre Company w Stamford (Connecticut) (1977-78), Konik morski w A Contemporary Theatre w Seattle (1978-79), Człowiek z La Manchy w Cincinnati Playhouse w Cincinnati (1979), Intern/Edouard w Clothes for a Summer Hotel/Cort Theatre w Nowym Jorku (1980), Ryszard, Lato w Hudson Guild Theatre w Nowym Jorku (1980), Alan, Krwawy księżyc w The Production Company w Nowym Jorku (1982), Edukacja Rity w Alliance Theatre Company w Atlancie (1983), Henry Decker, Sally odeszła, ona opuściła swoje imię w Perry Street Theatre w Nowym Jorku (1985) oraz Istota McKaty, śmiertelnie świetny w Actors Outlet w Nowym Jorku (1985).
Popularność przyniosła mu postać przedsiębiorcy Adama Chandlera, Sr. i jego brata bliźniaka Stuarta Chandlera w operze mydlanej ABC Wszystkie moje dzieci (All My Children, od 1983 do 23 kwietnia 2010, 21–23 września 2011, 29 kwietnia 2013 do 12 sierpnia 2013), za którą otrzymał pięć nagród Emmy (1986, 1988, 1989, 1993 i 2001) oraz Soap Opera Digest Awards (1990, 1992 i 1999), a w latach 1997–1998 był nominowany do Emmy.
W 1986 r. wziął udział w talk-show The Oprah Winfrey Show.

## Życie prywatne
4 lipca 1965 r. poślubił Julie M. Anderson, z którą ma córkę Lisa („Diamond”). Jednak w styczniu 1971 r. doszło do rozwodu. W 1982 r. ożenił się z Maureen. Mają dwoje dzieci: córkę Katy i syna Christophera.

## Filmografia

### Filmy fabularne
- 1967: Hombre jako Lamar Dean
- 1967: The St. Valentine’s Day Massacre jako Frank Gusenberg
- 1969: Komputer w trampkach (The Computer Wore Tennis Shoes) jako pan Walski
- 1973: Incident on a Dark Street jako Peter Gallagher
- 1974: Melvin Purvis G-MAN  jako ‘Gene’ Eugene T. Farber
- 1975: Sharks’ Treasure jako Larry
- 1975: Oddział (Posse) jako Brodaczek
- 1975: Johnny Firecloud jako Jesse
- 1990: In a Pig’s Eye
- 1994: Tajemnica świętego (Secret Santa, film krótkometrażowy) jako Święty

### Seriale TV
- 1965-66: Peyton Place jako dr Russ Gehring
- 1967: Gunsmoke jako George McClaney
- 1967: Dundee and the Culhane jako Charlie Montana
- 1967–70: Bonanza jako Candy Canaday
- 1968: Cimarron Strip jako Tal St. James
- 1971: Alias Smith and Jones jako szeryf W.D. Coffin
- 1971: Hawaii Five-O jako George
- 1971: F.B.I. (The F.B.I.) jako Eugene Bradshaw
- 1971: Bearcats! jako Joe Bascom
- 1972–73: Bonanza (serial telewizyjny) jako Candy Canaday
- 1972: Alias Smith and Jones jako Doc Donovan
- 1973: Rekruci (The Rookies) jako T.J. Curlew
- 1973: Police Story jako Wally Baker
- 1973: Kung Fu (serial telewizyjny) jako Frank Grogan
- 1974: Rekruci (The Rookies) jako Espositos
- 1975: S.W.A.T. jako Blake Phillips
- 1978: Klątwa Dainów (The Dain Curse) jako Jack Santos
- 1978: Search for Tomorrow jako Arthur Benson
- 1978: The Dain Curse jako Jack Santos
- 1982: Inny świat (opera mydlana) (Another World) jako Steven Frame
- 1982: American Playhouse  jako Bingham
- 1984-2011: Wszystkie moje dzieci (All My Children) jako Adam Chandler / Stuart Chandler
- 1997: Przypomnij sobie WENN (Remember WENN) jako Luke Langly
- 1998: Prawo i bezprawie (Law & Order: Trial by Jury) jako Jeremy Orenstein
- 2000: Tylko jedno życie (One Life to Live) jako Adam Chandler, Sr.
- 2001: Dotyk anioła (Touched by an Angel) jako Carter Winslow
- 2005: Tylko jedno życie (One Life to Live) jako Adam Chandler, Sr.
- 2011: Pohamuj entuzjazm (Curb Your Enthusiasm) jako białowłosy człowiek przy Parku
- 2013: Wszystkie moje dzieci (All My Children) jako Adam Chandler